# Financial Industry Regulatory Authority

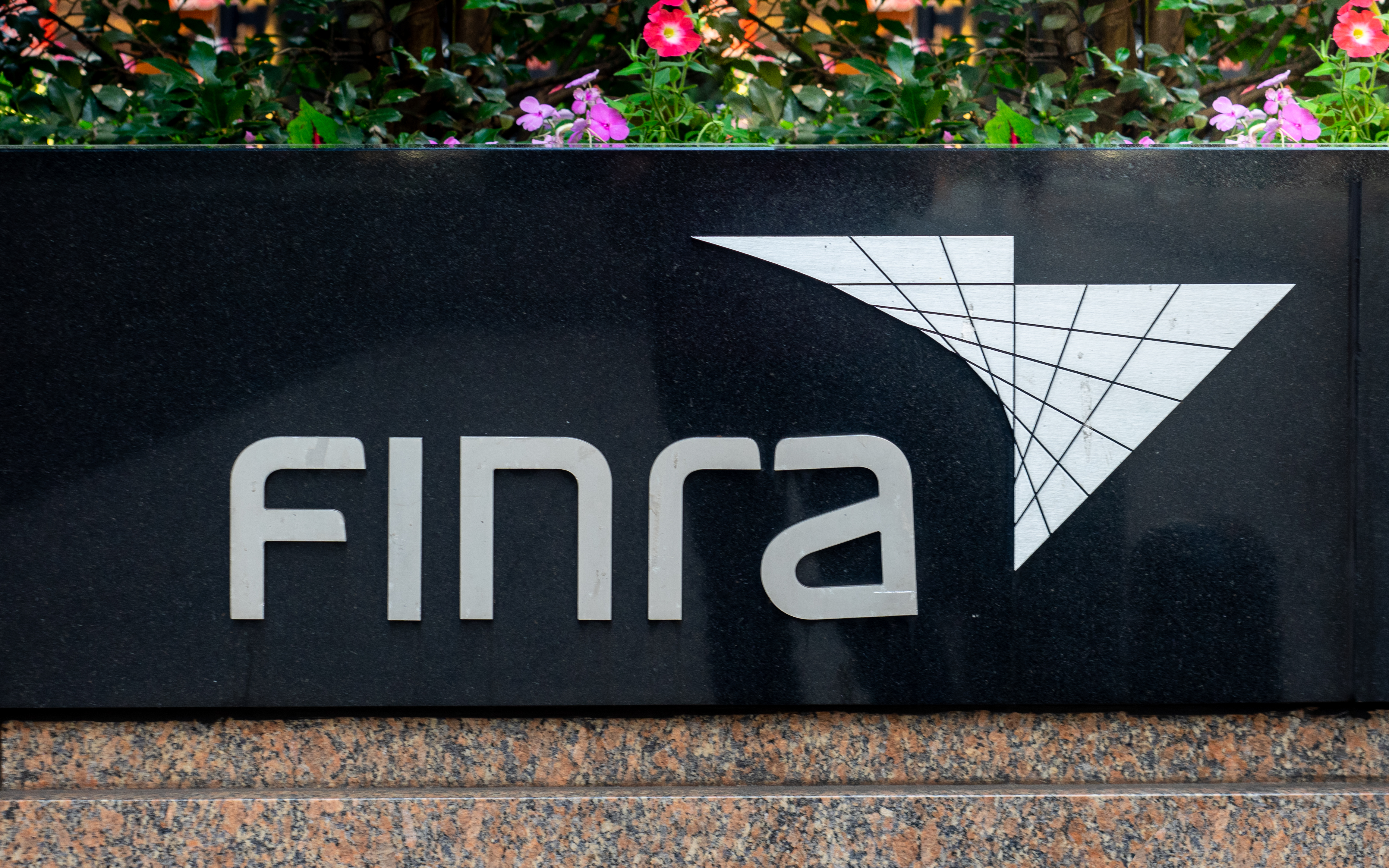
Financial Industry Regulatory Authority en el distrito financiero de Nueva York.

La Financial Industry Regulatory Authority, Inc (FINRA, por sus siglas en inglés) es una corporación privada regulatoria estadounidense encargada de gobernar y gestionar la actividad entre corredores de bolsa, dealers y el público inversionista. 
La creación del FINRA es el resultado de la fusión del comité regulatorio del New York Stock Exchange (NYSE) y el National Association of Securities Dealers, Inc (NASD). El objetivo de esta fusión fue el de eliminar solapamientos entre sus regulaciones y reducir así la complejidad con la que los brokers y dealers puedan cumplir con la regulación vigente.  La Finra ha sido sujeto de controversia y entre sus directores se encuentran los gerentes generales de hedge funds.

## NASD
El National Association of Securities Dealers (NASD) es una asociación de comerciantes de acciones, cuya oficina principal está en Nueva York (Estados Unidos). El NASD es conocido por ser propietario del NASDAQ Stock Market, una bolsa de valores automatizada.